# Sphenanthias
Sphenanthias är ett släkte av fiskar. Sphenanthias ingår i familjen Cepolidae.
Kladogram enligt Catalogue of Life:
| Sphenanthias | \| \| Sphenanthias sibogae \| \| \| \| \| \| Sphenanthias tosaensis \| \| \| \| |
|              | \| \| Sphenanthias sibogae \| \| \| \| \| \| Sphenanthias tosaensis \| \| \| \| |
|              | Acanthocepola                                                                   |
|              |                                                                                 |
|              | Cepola                                                                          |
|              |                                                                                 |
|              | Owstonia                                                                        |
|              |                                                                                 |
|              | Pseudocepola                                                                    |
|              |                                                                                 |
|              | Sphenanthias sibogae                                                            |
|              |                                                                                 |
|              | Sphenanthias tosaensis                                                          |
|              |                                                                                 |

|  | Sphenanthias sibogae   |
|  |                        |
|  | Sphenanthias tosaensis |
|  |                        |